# BUBBLE FESTiVAL
BUBBLE FESTiVAL（バブル フェスティバル）は、L'Arc〜en〜Cielのギタリスト、Kenらが結成した3人組ロックバンド、SONS OF ALL PUSSYSが主催したライヴイベント。
このライヴイベントは2003年から2004年の2年間で、全国14都市で28公演が行われている。なお、イベントには主催者のSONS OF ALL PUSSYS以外に、HYDEやacid androidといったL'Arc〜en〜Cielのメンバーのソロプロジェクトに加え、清春、La'cryma Christi、ラヴィアンローズ、ムック、LUNKHEADなど多くのアーティストが参加している。

## 詳細
- 2003年：BUBBLE FESTiVAL
  - 2月19日、名古屋ボトムライン（第1回NAGOYA BUBBLE FESTiVAL）
出演: SONS OF ALL PUSSYS、東京ピンサロックス、Merry Go Round
  - 2月24日、大阪バナナホール（第1回OSAKA BUBBLE FESTiVAL）
出演: SONS OF ALL PUSSYS、東京ピンサロックス、IMAGE
  - 2月26日、新宿リキッドルーム（第1回TOKYO BUBBLE FESTiVAL）
出演: SONS OF ALL PUSSYS、東京ピンサロックス、IMAGE
  - 4月27日、名古屋ボトムライン（第2回NAGOYA BUBBLE FESTiVAL）
出演: SONS OF ALL PUSSYS、HYDE、Merry go round
  - 4月28日、名古屋ボトムライン（第3回NAGOYA BUBBLE FESTiVAL）
出演: SONS OF ALL PUSSYS、HYDE、deadman
  - 4月30日、福岡DRUM LOGOS（第1回FUKUOKA BUBBLE FESTiVAL）
出演: SONS OF ALL PUSSYS、HYDE、ムック
  - 5月1日、福岡DRUM LOGOS（第2回FUKUOKA BUBBLE FESTiVAL）
出演: SONS OF ALL PUSSYS、HYDE、亜矢
  - 5月4日、横浜ベイホール（第1回YOKOHAMA BUBBLE FESTiVAL）
出演: SONS OF ALL PUSSYS、HYDE、亜矢
  - 5月6日、宇都宮VOGUE （第1回UTSUNOMIYA BUBBLE FESTiVAL）
出演: SONS OF ALL PUSSYS、HYDE
  - 5月8日、なんばHatch! 第2回OSAKA BUBBLE FESTiVAL）
出演: SONS OF ALL PUSSYS、HYDE、acid android
  - 5月9日、なんばHatch! 第3回OSAKA BUBBLE FESTiVAL）
出演: SONS OF ALL PUSSYS、HYDE、MONORAL
  - 5月14日、赤坂BLITZ 第2回TOKYO BUBBLE FESTiVAL）
出演: SONS OF ALL PUSSYS、HYDE、TOKYO YANKEES
  - 5月15日、赤坂BLITZ （第3回TOKYO BUBBLE FESTiVAL）
出演: SONS OF ALL PUSSYS、HYDE、東京ピンサロックス
  - 8月18日、赤坂BLITZ （SUMMER JUMBO BUBBLE FESTiVAL2003 / 第4回TOKYO BUBBLE FESTiVAL2003）
出演:SONS OF ALL PUSSYS、La'cryma Christi、GOLD ROCKS with Jimmy(from 44MAGNUM)

- 2004年：BUBBLE FESTiVAL 冬将軍2004
  - 2月1日、岐阜モダンカフェクラブ（第1回 GIFU BUBBLE FESTiVAL）
出演: Merry Go Round 、SONS OF ALL PUSSYS
  - 2月3日、長野CLUB JUNK BOX（第1回 NAGANO BUBBLE FESTiVAL）
出演: SONS OF ALL PUSSYS、CRAVE
  - 2月5日、金沢AZホール（第1回 KANAZAWA BUBBLE FESTiVAL）
出演: CRAVE、SONS OF ALL PUSSYS
  - 2月7日、広島クラブクアトロ（第1回 HIROSHIMA BUBBLE FESTiVAL）
出演: SONS OF ALL PUSSYS、ムック、 IMAGE
  - 2月10日、熊本DRUM Be-9（第1回 KUMAMOTO BUBBLE FESTiVAL）
出演: SONS OF ALL PUSSYS、HUSH
  - 2月11日、福岡DRUM Be-1（第3回 FUKUOKA BUBBLE FESTiVAL）
出演: SONS OF ALL PUSSYS、HUSH
  - 2月15日、仙台CLUB JUNK BOX （第1回 SENDAI BUBBLE FESTiVAL）
出演: SONS OF ALL PUSSYS、MONORAL
  - 2月17日、青森クォーター（第1回 AOMORI BUBBLE FESTiVAL）
出演: SONS OF ALL PUSSYS、PINKY
  - 2月21日、なんばHatch！（第4回 OSAKA BUBBLE FESTiVAL）
出演: SONS OF ALL PUSSYS、SUCK DOWN、Velvet Spider、acid android
  - 2月24日、水戸ライトハウス （第1回 MITO BUBBLE FESTiVAL）
出演: SONS OF ALL PUSSYS、東京ピンサロックス
  - 2月26日、CLUB CITTA'川崎（第1回 KAWASAKI BUBBLE FESTiVAL）
出演: SONS OF ALL PUSSYS、HUSH、亜矢
  - 3月8日、SHIBUYA-AX（第5回 TOKYO BUBBLE FESTiVAL）
出演: SONS OF ALL PUSSYS、GUEEN、SUCK DOWN
  - 3月9日、SHIBUYA-AX（第6回 TOKYO BUBBLE FESTiVAL）
出演: SONS OF ALL PUSSYS、Merry Go Round、MONORAL
  - 8月30日、日本武道館（第7回TOKYO BUBBLE FESTiVAL SUPER SUMMER JUMBO BUBBLE FESTiVAL）
出演: ラヴィアンローズ、LUNKHEAD、SUCK DOWN、清春、SONS OF ALL PUSSYS